# Exegese da Alma
Exegese da alma é um texto simples, exceção entre todos os manuscritos da Biblioteca de Nag Hammadi. Seus ensinamentos, fortemente Gnósticos, tratam sobre a ascensão e queda da alma. O manuscrito é o sexto no Códice II de Nag Hammadi, conservado no Museu Copta no Cairo e é acompanhado por outros textos Gnósticos.
Exegese é a interpretação profunda de um texto bíblico, jurídico ou literário.

## Aspectos literários

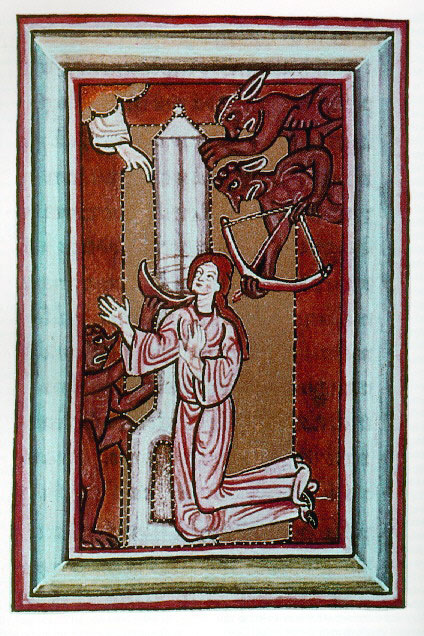
Alma humana

A língua do texto é um dialeto copta chamado Sahídico, porém é provavelmente uma tradução de um original grego. A Exegese da alma foi escrito em um ambiente helenizado, como indica o uso de técnicas filosóficas e retóricas gregas. Também se caracteriza pela crença Gnóstica aparente. Foi escrito provavelmente em Alexandria na primeira metade do século II dC e é uma fonte muito importante para informações das origens tanto do Gnosticismo quanto do Cristianismo primitivo em Alexandria.
E nesta história básica, o autor desta exegese inseriu uma gama enorme de textos. Algumas vezes, ele utiliza estas citações para avançar sua narrativa, em outras para provar seus comentários. Entre outros, foram utilizados textos do Antigo Testamento (Jeremias, Gênesis, Ezequiel), do Novo Testamento (I Coríntios, Atos e os quatro Evangelhos) e também a Odisseia de Homero.
Pela análise mais sutil das citações, pode-se argumentar que o autor da exegese provavelmente teria acesso, senão aos textos originais, ao menos à coleções de citações. Isto por causa da maneira como ele as junta com duas citações da Odisseia, quanto pelos aspectos platônicos da doutrina expressada no texto [carece de fontes?].
A relação entre o aspecto não Cristão do mito que está no centro do texto e o Cristianismo óbvio do autor e seu contexto estão cuidadosamente tratados. O texto representa a transição suave do Gnosticismo pré-Valentiano até a integração do Platonismo e o Cristianismo de Alexandria. Daí datarmos o texto entre os anos 120 e 135 dC[carece de fontes?].
É também extraordinária a luz que o texto oferece na tarefa de compreender o próprio Cristianismo, especialmente no que diz respeito ao ambiente erudito de Alexandria, onde ideias de todos os tipos poderiam se misturar e o sincretismo resultante era aceitável naquele momento[carece de fontes?].

## Conteúdo
A história começa com a queda da alma  (neste contexto personificada e considerada do sexo feminino) desde o seu estado anterior de pureza até o mundo, onde cai nas mãos de criminosos, é insultada e abusada por eles. Ela perde sua virgindade e é enganada por mentiras e fingimentos, passando por diversos homens sempre acreditando que o próximo seria seu marido. Ela se arrepende e acaba se tornando uma viúva sozinha.
Suas tentativas de arrependimento falham até que o Pai percebe sua aflição, a purifica e a protege de novas agressões à sua virtude. Em seguida, a envia ao seu marido legítimo no céu. Depois que ele e a alma estão espiritualmente casados, o Pai regenera a alma, permitindo que ela recupere sua juventude e beleza desperdiçadas. Esta regeneração é verdadeira ascensão ao céu, a verdadeira ressurreição dos mortos (134: 13-14). Assim terminando a história, as próximas três páginas do texto são exortações, instando os leitores a se arrependerem sinceramente, como a "alma" fez e a implorar ajuda e a piedade de Deus.